# لیتچت مینستر
لیتچت مینستر (به انگلیسی: Lytchett Minster) یک روستا در بریتانیا است که در Lytchett Minster and Upton واقع شده‌است.